# Mosquée Husameddin Pacha
La mosquée Husameddin Pacha (en macédonien : Хусамедин-пашина џамија ; en turc : Hüsāmeddin Paşa) est une mosquée ottomane située dans la ville de Chtip, en Macédoine du Nord. 
Sa date de construction est inconnue, mais la mosquée est attestée dans des registres ottomans de 1570, puis, en 1573, la fondation d'un quartier autour d'elle est mentionnée. La mosquée porte le nom d'un dignitaire turc local, Husam Pacha. Evliya Çelebi, voyageur turc du XVIIe siècle, écrit que ses maçonneries sont décorées, que son minaret est en pierre et son toit en plomb. 
La mosquée est un édifice à coupole unique et à plan carré. Le dôme est en brique et en mortier et il est supporté par un tambour octogonal, lui-même sur pendentifs. La mosquée se distingue des autres mosquées macédoniennes par la présence d'une petite abside, influence de l'architecture byzantine, et dans laquelle se trouve le mirhab. Le porche, situé sur la face nord, est caractéristique du début du XVIe siècle et possède trois petits dômes supportés par quatre colonnes de marbre. Les chapiteaux ainsi que les arches et les abords des fenêtres sont ornés de reliefs en stalactite et en jeux de triangles. Une certaine polychromie existe aussi, avec des alternances de marbre vert et de pierres rouges et noires. La pierre la plus utilisée vient du Žegligovo, une région située un peu plus au nord, autour de Koumanovo. Dans le jardin de la mosquée, un turbe renferme les restes d'un cheikh, Muhyudin Rumi Baba.
La mosquée, fermée au culte, est rénovée en 1950 pour accueillir les collections du musée de Chtip. Celles-ci déménagent en 1956 et la mosquée reste depuis abandonnée.